# مایکل فار
مایکل فار (انگلیسی: Michael Farr؛ زادهٔ ۱۹۵۳) زبان‌شناس، روزنامه‌نگار، نویسنده، مترجم، منتقد و متخصص بریتانیایی کتاب‌های تصویری ماجراهای تن‌تن و میلو و خالق آن هرژه است. وی مدتی در کالج ترینیتی تاریخ تدریس می‌کرد. سپس به الهیات روی آورد و سرانجام پس از دریافت مدرک کارشناسی ارشد، به رشتهٔ هنرهای زیبا علاقمند شد. او کارش را به‌عنوان خبرنگار بین‌المللی در رویترز و دیلی تلگراف شروع کرد. پس از ملاقات با هرژه، او نوشتن کتاب دربارهٔ تن‌تن را شروع کرد. فار نخستین کسی بود که برای کتاب «تن‌تن: راهنمای کامل» به فایل‌ها و مطالبی که هرژه در توسعه داستان‌های تن‌تن استفاده کرده بود دسترسی کامل پیدا کرد. او در سال ۲۰۰۴ در جریان نمایشگاهی دربارهٔ تن‌تن در موزه ملی دریانوردی لندن در گرینیچ مصاحبه‌ای در این زمینه با بی‌بی‌سی انجام داد. او تالیفات و ترجمه‌های فراوانی در زمینه تن‌تن دارد.